# Orskaven
Orskaven är en sjö i Rättviks kommun i Dalarna och ingår i Dalälvens huvudavrinningsområde. Sjön har en area på 0,135 kvadratkilometer och ligger 200,9 meter över havet.

## Delavrinningsområde
Orskaven ingår i det delavrinningsområde (678125-146665) som SMHI kallar för Utloppet av Oresjön. Medelhöjden är 221 meter över havet och ytan är 40,42 kvadratkilometer. Räknas de 183 avrinningsområdena uppströms in blir den ackumulerade arean 1 506,95 kvadratkilometer. Orsälven (Oreälven) som avvattnar avrinningsområdet har biflödesordning 2, vilket innebär att vattnet flödar genom totalt 2 vattendrag innan det når havet efter 365 kilometer. Avrinningsområdet består mestadels av skog (39 procent), öppen mark (10 procent) och jordbruk (12 procent). Avrinningsområdet har 12,83 kvadratkilometer vattenytor vilket ger det en sjöprocent på 31,7 procent. Bebyggelsen i området täcker en yta av 1,28 kvadratkilometer eller 3 procent av avrinningsområdet.